# Nassim Lyes

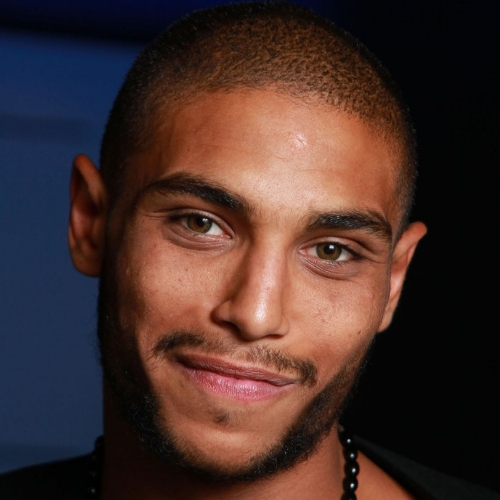
Nassim Lyes (2021)

Nassim Lyes (* 3. Juni 1988 in Nîmes, bürgerlich Nassim Si Ahmed) ist ein französischer Filmschauspieler.

## Leben
Nassim Lyes wurde 1988 in Nîmes geboren. Sein bürgerlicher Name ist Nassim Si Ahmed. Er wuchs mit seinen drei älteren Brüdern im Stadtteil Mas de Mingue auf. Nachdem er sein Abitur gemacht hatte, studierte er ein Jahr lang Jura und ging dann nach Paris, um dort Schauspieler zu werden. Hier wurde schließlich Regisseur Tristan Aurouet auf ihn aufmerksam und besetzte ihn in seinem Film Mineurs 27 an der Seite von Jean-Hugues Anglade und Gilles Lellouche. Im Jahr 2016 war er in der Fernsehserie Marseille in sechs Folgen in der Rolle von Selim zu sehen. Es folgten Nebenrollen in den Filmen Die brillante Mademoiselle Neïla von Yvan Attal, Heirate mich, Alter! von Tarek Boudali und in Willkommen in der Nachbarschaft von Mohamed Hamidi. In den Jahren 2019 und 2020 spielte er in jeweils sechs Folgen in den Fernsehserien The Spy und They Were Ten.
Im Jahr 2021 war Lyes in zwei internationalen Produktionen zu sehen, The Last Mercenary von David Charhon und in Tanz zum Ruhm von Sarah Adina Smith. Anschließend spielt er in Überdosis von Olivier Marchal in einer größeren Nebenrolle und in 16 ans von Philippe Lioret in einer Hauptrolle. Ebenfalls eine Hauptrolle erhielt er in dem Actionfilm Farang – Schatten der Unterwelt von Xavier Gens. Wie in früheren Rollen zeigt Lyes auch in diesem Film seine Erfahrung als professioneller MMA-Kämpfer.

## Filmografie
- 2011: Mineurs 27
- 2012: Talons aiguilles & bottes de paille (Fernsehserie, 26 Folgen)
- 2012–2014: Lascars (Fernsehserie, 24 Folgen)
- 2012–2013: En passant pécho (Fernsehserie, 4 Folgen)
- 2013: Les petits princes
- 2014: Hôtel de la plage (Fernsehserie, 6 Folgen)
- 2015: Made in France – Im Namen des Terrors
- 2016: Marseille (Fernsehserie, 8 Folgen)
- 2017: Heirate mich, Alter! (Épouse-moi mon pote)
- 2017: Die brillante Mademoiselle Neïla (Le brio)
- 2018: Vaurien
- 2018: Groom (Fernsehserie, 9 Folgen)
- 2019: Junk Love
- 2019: Willkommen in der Nachbarschaft (Jusqu'ici tout va bien)
- 2019: The Spy (Fernsehserie, 6 Folgen)
- 2020: They Were Ten (Fernsehserie, 6 Folgen)
- 2020: Kandisha
- 2021: Il materiale emotivo
- 2021: Tanz zum Ruhm (Birds of Paradise)
- 2021: The Last Mercenary
- 2022: 16 ans
- 2022: Überdosis (Overdose)
- 2022: Les Segpa
- 2023: Farang – Schatten der Unterwelt (Farang)
- 2023: Neureiche (Nouveaux riches)
- 2024: Im Wasser der Seine (Sous la Seine)